# Haejangguk

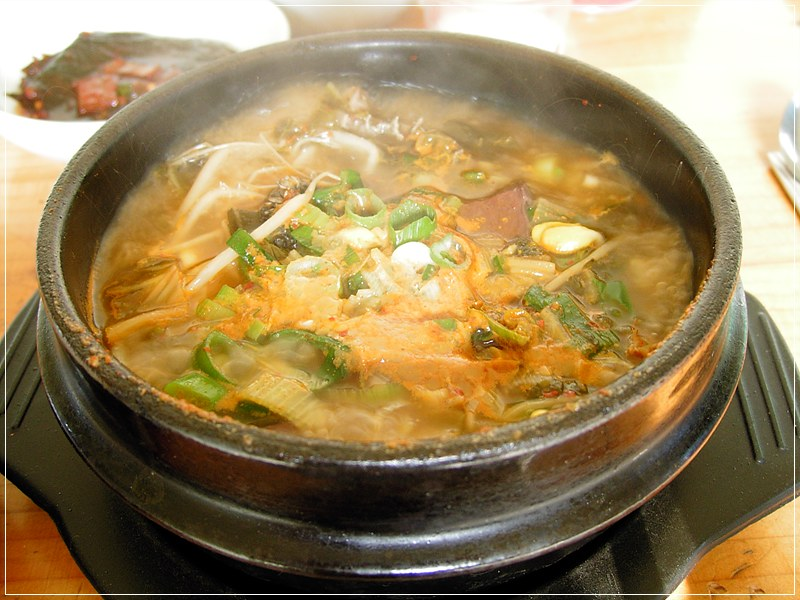
Un bol de seongjutang, variante du haejangguk.

Le terme haejangguk désigne en coréen différentes soupes (guk), supposées soigner la gueule de bois. Haejangguk (해장국 ; parfois sulguk ; 술국) signifie littéralement « soupe pour chasser la gueule de bois ». Elle consiste généralement en chou chinois séché, légumes et viande cuits dans un bouillon de bœuf. Le seonjiguk, une variété de haejangguk, inclut du sang de bœuf congelé coupé en tranches ; le sundaeguk inclut une sorte de boudin (cuisine) au sang de porc.

## Histoire
Dans le Nogeoldae, un manuel pour l'apprentissage du chinois publié sous la dynastie Goryeo (918-1392), le terme seongjutang (en chinois : 醒酒湯) apparaît ; il signifie « soupe pour redevenir sobre » et serait à l'origine du haejangguk. D'après cet ouvrage, la soupe en question contient de la viande en tranches fines, des nouilles, des cébettes et du poivre du Sichuan dans un bouillon, une recette très proche du haejangguk actuel.
Le haejangguk n'est pas mentionné pendant la période Joseon (1392-1910), mais des tableaux et des documents de la période Joseon tardive le représentent sans doute. Le tableau de Hyewon, intitulé Jumakdo (주막도, Tableau de la Taverne), représente un groupe de jeunes gens mangeant du haejangguk pendant que la tenancière de la taverne fait bouillir de la soupe dans un chaudron.

## Variantes
La recette du haejangguk varie d'une région à l'autre. Le heajangguk de la région de Séoul est une sorte de tojangguk (soupe de pâte de soja) préparé à partir de kongnamul, de radis, de chou chinois, de cébette, de sang de bœuf coagulé et de bouillon à la pâte de soja fermentée (doenjang). Le bouillon est préparé en faisant mijoter des os de bœuf dans l'eau pendant plusieurs heures. Le quartier de Cheongjin-dong est particulièrement réputé pour son haejangguk.